# Trichilia tsaratananensis
Trichilia tsaratananensis är en tvåhjärtbladig växtart som beskrevs av M. Lescot. Trichilia tsaratananensis ingår i släktet Trichilia och familjen Meliaceae. Inga underarter finns listade i Catalogue of Life.